# Хацукаїті
34°20′55″ пн. ш. 132°19′54″ сх. д. / 34.34861° пн. ш. 132.33167° сх. д.

Хацукаї́ті, або Хацукаїчі (яп. 廿日市市, はつかいちし, МФА: [hat͡su̥ka.it͡ɕi̥ ɕi]) — місто в Японії, в префектурі Хіросіма.

## Короткі відомості

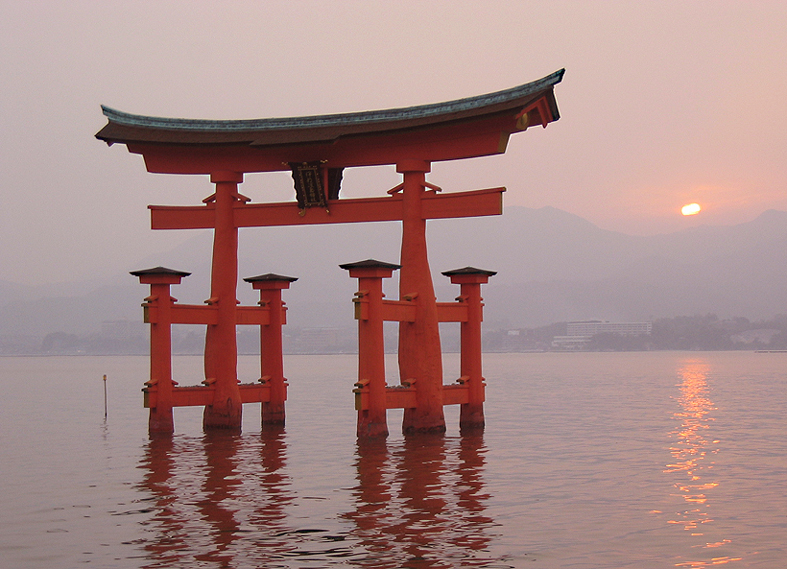
Ворота святилища Іцукусіма.

Хацукаїті розташоване у південно-західній частині префектури Хіросіма, на узбережжі Внутрішнього Японського моря. Місто було утворене 1 квітня 1988 року шляхом надання містечку Хацукаїті міського статусу. Це містечко було засноване 1889 року й отримало свою назву від середньовічного ярмарку (іті), що проходив кожного двадцятого дня місяця (хацука). 1956 року Хацукаїті поглинуло прилеглі села Хіра, Хара, Міяуті та Дзіґодзен. 2003 року місто розширилося за рахунок містечка Сайкі та села Йосіва, а 2005 року приєднало містечка Оно та Міядзіма.
Територією Хацукаїті проходять головна лінія залізниці JR, Хіросімський трамвай, державні шляхи № 2, № 186, № 433 і № 488. В місті перехрещуються автостради Санйо та Хіросіма-Івакуні. На півночі пролягає автострада Тюґоку.
Землі Хацукаїті були заселені з давніх часів. У 4 — 7 століттях вони були центром провінції Акі і належали володарям з роду Саекі. Зусиллями цього роду були споруджені синтоїстські святилища Хаятані та Іцукусіма. 1996 року останнє було занесене до Світової спадщини ЮНЕСКО. Протягом середньовіччя та раннього нового часу Хацукаїті було торговим і постоялим містечком на шляху Санйо. Звідси починалася дорога Цувано, який вів до сусідньої провінції Івамі.
Основою економіки Хацукаїті є лісодобувна і деревообробна промисловості, а також виробництво саке. В місті розташовані провідні японські підприємства виробників меблів та деревопокриття. Традиційні промисли також пов'язані із обробкою дерева. Місто вважається батьківщиною японської іграшки кендама.
До пам'яток природи і культури Хацукаїті належать гора Ґокуракудзі (674 м), покрита первісним лісом, гарячі джерела вздовж річки Одзе в районі Сайкі, гора Каммурі, монастирі, святилища та скарби острова Міядзіма, міський ляльковий театр, тощо.
Станом на 1 жовтня 2007 площа міста становила 489,36 км². Станом на 1 червня 2011 населення міста становило 113 993 осіб.